# کامپیوژن
کامپیوژن (انگلیسی: Compugen) شرکت داروسازی اسرائیلی است، که در سال ۱۹۹۳ تأسیس شد.